# Введенка (Курська область)
Введенка (рос. Введенка) — село в Тимському районі Курської області Російської Федерації.
Населення становить 306 осіб. Входить до складу муніципального утворення Тимська сільрада.

## Історія
Населений пункт розташований на території українського етнічного та культурного краю Східна Слобожанщина.
Від 2004 року входить до складу муніципального утворення Тимська сільрада.

## Населення
| 2002 | 2010 |
| ---- | ---- |
| 420  | ↘306 |